# Hilda speciosa
Hilda speciosa är en insektsart som beskrevs av Hesse 1925. Hilda speciosa ingår i släktet Hilda och familjen Tettigometridae. Inga underarter finns listade i Catalogue of Life.